# بروس كامبل (لاعب كرة قدم أسترالية)
بروس كامبل (بالإنجليزية: Bruce Campbell)‏ هو لاعب كرة قدم أسترالية أسترالي، ولد في 2 مايو 1890 في ريتشموند ‏ في أستراليا، وتوفي في 16 أكتوبر 1964 في Preston, Victoria ‏ في أستراليا.

## وصلات خارجية
- بروس كامبل على موقع AustralianFootball.com (الإنجليزية)
- بروس كامبل على موقع AFLtables.com (الإنجليزية)